# Форвакуум
Форвакуум (нем. Vorvakuum от vor «впереди, перед» и лат. vacuum «пустота») — предварительный вакуум, состояние газа при предельном остаточном давлении в сосуде ниже, чем в окружающей среде, и более 10−3 мм рт. ст.. Создаётся в вакуумной системе форвакуумными насосами перед включением высоковакуумных насосов и поддерживается на выпуске последних.
В атмосфере Земли подобные[какие?] давления достигаются на высотах порядка 50–80 км от поверхности планеты.